# Средний Березов
Сре́дний Бере́зов (укр. Середній Березів) — село в Яблоновской поселковой общине Косовского района Ивано-Франковской области Украины.
Население по переписи 2001 года составляло 1457 человек. Занимает площадь 9 км². Почтовый индекс — 78614. Телефонный код — 03478.

## Религия
В селе находится колокольня с колоколом 1902 года изготовления. 

### Визитации
В 2019 году дважд село посетил Василий (Ивасюк).

## Известные уроженцы
- Симчич, Василий Ильич (1915—1978) — украинский советский актёр, режиссёр, театральный деятель. Заслуженный артист Украинской ССР.